# Chen Kuo-fu
En una onomàstica xinesa Chen es el cognom i Kuo-fu el prenom.
Chen Kuo-fu (xinès tradicional:陳國富) (Taiwan 1958 - ). Guionista, productor i director de cinema taiwanès.

## Biografia
Chen Kuo-fu va néixer el 13 de maig de 1958 a Taiwan. Va començar la seva trajectòria en el cinema, als 23 anys treballant com a crític. Desprès va col·laborar en la posada en marxa dels Premis de Cinema Cavall d'Or i va participar en la fundació de la "Cooperative Film" amb els directors Edward Yang i Hou Hsiao-hsien dos dels grans representats de la nomenada "Nova Onada Taiwanesa" de cinema. També va potenciar la presència de crítics de cinema europeus i estatunidencs a Taiwan per donar a conèixer la nova onada de pel·lícules taiwaneses. Ha treballat com a responsable del departament de producció asiàtica de Columbia Pictures. Ha creat diverses companyes productores com  Southern Film Company , Huayi Brothersi Kung Fu Films i amb  Zhou Xun van cofundar "Yamashita School", on van organitzar classes de formació d'actors i van donar suport activament als actors novells.

#### Director
Chen va inciar la seva trajectòria com a director el 1989 amb "The Highschool Girl" (國中女生). El seu segon treball, "L'illa del tresor" (只要為你活一天), va ser produït per  Hou Hsiao-Hsien  i es va estrenar en competició al Festival Internacional de Cinema de Locarno de 1993. El 1995, va fer "The Peony Pavilion" (我的美麗與哀愁). La pel·lícula va protagonitzar la cantant Rene Liu (劉若英), en el seu debut com a actriu. El film va ser presentat a festivals com els de Berlín i Toronto.
La seva següent pel·lícula, "The Personals" (徵婚啟事), protagonitzada de nou per Rene Liu va ser projectada a la Seecció Un Certain Regard del 52è Festival Internacional de Cinema de Cannes de 1999, així com als festivals de Toronto, Calcuta, Rotterdam i altres. Va ser guardonat amb el Gran Premi del Jurat del Cavall d'Or de Taiwan, juntament amb nominacions en cinc categories, incloent Millor pel·lícula i Millor director. El 2002 va tornar a Cannes on va presentar "Double Vision" (雙瞳) protagonitzada per Wei Te-sheng, Tony Leung Ka-Fai i David Morse, també a la Secció Un Certain Regard. La pel·lícula va ser projectada en el Festival Nits de Cinema Oriental de Vic 2013 amb una versió subtitulada en castellà.

#### Productor
Com a productor ha desenvolupat una activitat important hi ha col·laborat amb  directors de renom, com Cao Baoping, He Ping, Tsui Hark o Lu Chuan, i especialment amb Fen Xiaogang, amb qui ha produït pel·lícules, com 集結號 (Assembly) que va guanyar el Golden Rooster Awards (Jinji Jiang) de l'any 2009 a la millor pel·lícula i a la millor direcció, i Aftershock basada en el Terratrèmol de Tangshan de 1976; va  ser la primera pel·lícula filmada en format IMAX a la Xina, protagonitzada entre altres per l'actriu Zhang Zifeng i presentada al Asian Film Festival Barcelona de 2011.
Amb Tsui Hark va col·laborar en les tres pel·lícules protagonitzades pel Detectiu Lee. El 2010 com a guionista de  狄仁傑之通天帝國 (Detective Dee and the Mystery of the Phantom Flame -El detectiu Di i el misteri de la flama fantasma-', el 2013 i el 2018 com a productor de 狄仁傑之神都龍王 (Young Detective Dee: Rise of the Sea Dragon) i   狄仁傑之四大天王 (Detective Dee: The Four Heavenly Kings), respectivament.
També ha promocionat nous talents del cinema taiwanès i xinès com Mo Sha, Teng Huatao i Gao Qunshu,entre altres.

## Filmografia destacada

#### Com a director
| Any  | Títol xinès     | Títol anglès         |
| 1986 | 成人遊戲        | Adult Game           |
| 1988 | 一切為明天      | All For Tomorrow     |
| 1989 | 國中女生)       | The High School Girl |
| 1993 | 只要為你活一天  | Treasure Island      |
| 1995 | 我的美麗與哀愁) | The Peony Pavillon   |
| 1998 | 徵婚啟事        | The Personals        |
| 2002 | 雙瞳            | Double Vision        |
| 2009 | 风声            | The Message          |
| 2021 | 侍神令          | The Yinyang Master   |

#### Com a productor
| Any  | Títol xinès            | Títol anglès                                | Dirigida per         |
| 2001 | 大腕                   | Big Shot’s Funeral                          | Feng Xiaogang        |
| 2002 | 愛情靈藥               | Better Than Sex                             | Su Chaobin           |
| 2003 | 天地英雄               | Warriors of Heaven and Earth                | He Ping              |
| 2004 | 天下無賊               | A World Without Thieves                     | Feng Xiaogang        |
| 2004 | 20:30:40               | 20:30:40                                    | Sylvia Chang         |
| 2007 | 心中有鬼               | The Matrimony                               | Teng Hua-Tao         |
| 2007 | 情非得已之生存之道     | What on Earth Have I Done Wrong             | Doze Niu             |
| 2007 | 集結號                 | The Assembly                                | Feng Xiaogang        |
| 2008 | 李米的猜想             | The Equation of LOve & Death                | Cao Baoping          |
| 2008 | 非誠勿擾               | If You Are The One                          | Feng Xiaogang        |
| 2010 | 唐山大地震             | Aftershock                                  | Feng Xiaogang        |
| 2011 | 星空                   | Starry Starry Night                         | Tom Lin-Shu-Yu       |
| 2011 | 转山                   | Kora                                        | Du Jiayi             |
| 2012 | 畫皮Ⅱ                  | Painted Skin: The Rersurrection             | Wuershan             |
| 2012 | 太極之零開始           | Ta Chi 0                                    | Stephen Fung Tak-Lun |
| 2012 | 太極２ 英雄崛起        | Ta Chi Hero                                 | Stephen Fung Tak-Lun |
| 2012 | 一九四二               | Back to 1942                                | Feng Xiaogang        |
| 2013 | 狄仁傑之神都龍王龍鳳鬥 | Young Detective Dee: Rise of the Sea Dragon | Tsui Hark            |
| 2014 | 香港仔                 | Aberdeen                                    | Pang H0-Cheung       |
| 2018 | 狄仁傑之四大天王       | Detective Dee: The Four Heavenly Kings      | Tsui Park            |
| 2021 | 侍神令                 | The Yinyang Master                          | Li Weiran            |
| 2021 | 我要我們在一起         | Love Will Tear Us Apart                     | Mo Sha               |
| 2024 | 破浪男女               | The Chronicles of Libidoists                | Yang Yache           |
| 2025 | 不说话的爱             | Mumu                                        | Mo Sha               |